# Sommerschafweide auf Rauhberg
Das Gebiet Sommerschafweide auf Rauhberg ist ein vom Landratsamt Münsingen am 31. Mai 1955 durch Verordnung ausgewiesenes Landschaftsschutzgebiet auf dem Gebiet der Gemeinde Hohenstein.

## Lage
Die beiden Teilgebiete des etwa 14,6 Hektar großen Landschaftsschutzgebiets liegen etwa 600 m südlich des Hohensteiner Ortsteil Eglingen. Es gehört zum Naturraum Mittlere Kuppenalb.
Geologisch stehen die Dolomit-Formationen des Unteren Massenkalks des Oberjura an.

## Landschaftscharakter
Das Gebiet umfasst eine Rauhberg genannte Kuppe, die heute von einem Fichtenbestand und Wirtschaftsgrünland geprägt ist. Der Charakter der Schafweide ist heute kaum noch erkennbar. Ein zweites, heute ebenfalls überwiegend bewaldetes Teilgebiet liegt etwas weiter südlich im Gewann Standental.